# Сливниця-при-Марибору
Сливниця-при-Марибору (словен. Slivnica pri Mariboru) — поселення в общині Хоче-Сливниця, Подравський регіон‎, Словенія.